# Kevin Smith (Footballspieler, 1991)
Kevin Smith (* 21. Dezember 1991 in Compton, Kalifornien) ist ein US-amerikanischer Arena-Football- und American-Football-Spieler auf der Position des Wide Receiver. Er spielte für die Seattle Seahawks in der National Football League (NFL). Er spielte College Football an der University of Washington und Arena Football für die Columbus Destroyers in der Arena Football League.

## Karriere

### Arizona Cardinals
Am 12. Mai 2014 verpflichteten die Arizona Cardinals Smith als Free Agent. Am 4. Juni 2014 wurde er bereits wieder entlassen.

### Jacksonville Jaguars
Am 5. Juni 2014 wurde Smith von den Jacksonville Jaguars verpflichtet. Diese entließen ihn am 19. Juni 2014.

### Seattle Seahawks
Am 25. Juni 2014 verpflichteten die Seattle Seahawks Smith. Er wurde am 25. August 2014 wieder entlassen.

### Los Angeles Kiss
Im November 2014 verpflichteten die Los Angeles Kiss aus der Arena Football League Smith.

### Seattle Seahawks
Die Seattle Seahawks verpflichteten Smith am 6. Februar 2015 erneut. Am 5. September wurde er wieder entlassen, am 6. September jedoch für den Practice Squad der Seahawks verpflichtet. Am 17. November 2015 wurde Smith in den 53-Mann-Kader berufen. Am 30. August 2016 wurde er entlassen. Nachdem er zuvor noch für die Injured Reserve List verpflichtet wurde, wurde er am 3. September 2016 erneut entlassen. Am 29. November 2016 jedoch wurde er erneut für den Practice Squad der Seahawks verpflichtet. Am 6. Dezember 2016 wurde er entlassen.

### Columbus Destroyers
Zur Saison 2019 ging Smith zu den Columbus Destroyers in der AFL.